# Var (rivier)
De Var is een rivier in de Franse regio Provence-Alpes-Côte d'Azur.
De Var ontspringt in Estenc, een gehucht van Entraunes op een hoogte van 1790 meter, bij de col de la Cayolle. Na 114 kilometer stroomt hij in de Middellandse Zee tussen Nice en Saint-Laurent-du-Var. Vóór de aanhechting van het graafschap Nizza in 1860 vormde de Var hier de oostgrens van Frankrijk. Bij die aansluiting werd een nieuw departement van de Alpes-Maritimes gecreëerd, waaraan ook een deel van het bestaande departement Var werd toegevoegd. Het gevolg is dat de Var niet meer in het overblijvende departement Var stroomt, maar geheel in de Alpes-Maritimes, met uitzondering van een klein stukje in de Alpes-de-Haute-Provence bij Entrevaux.
De voornaamste zijrivieren van de Var zijn de Cians (25 km), de Tinée (75 km) en de Vésubie (48 km) op de linkeroever en de Esteron (64 km) op de rechteroever. Kleinere zijriviertjes zijn onder andere de Tuébi (bij Guillaumes), de Coulomp (bij de brug van Gueydan), de Chalvagne (bij Entrevaux), de Roudoule (bij Puget-Théniers).
Tussen Guillaumes en Daluis heeft de rivier een kloof uitgesleten in de rode schist, de Gorges de Daluis.